# اچ‌ام‌اس پوفین (ال۵۲)
اچ‌ام‌اس پوفین (ال۵۲) (به انگلیسی: HMS Puffin (L52)) یک کشتی بود که طول آن ۲۳۴ فوت (۷۱ متر) بود. این کشتی در سال ۱۹۳۶ ساخته شد.